# 巨峰

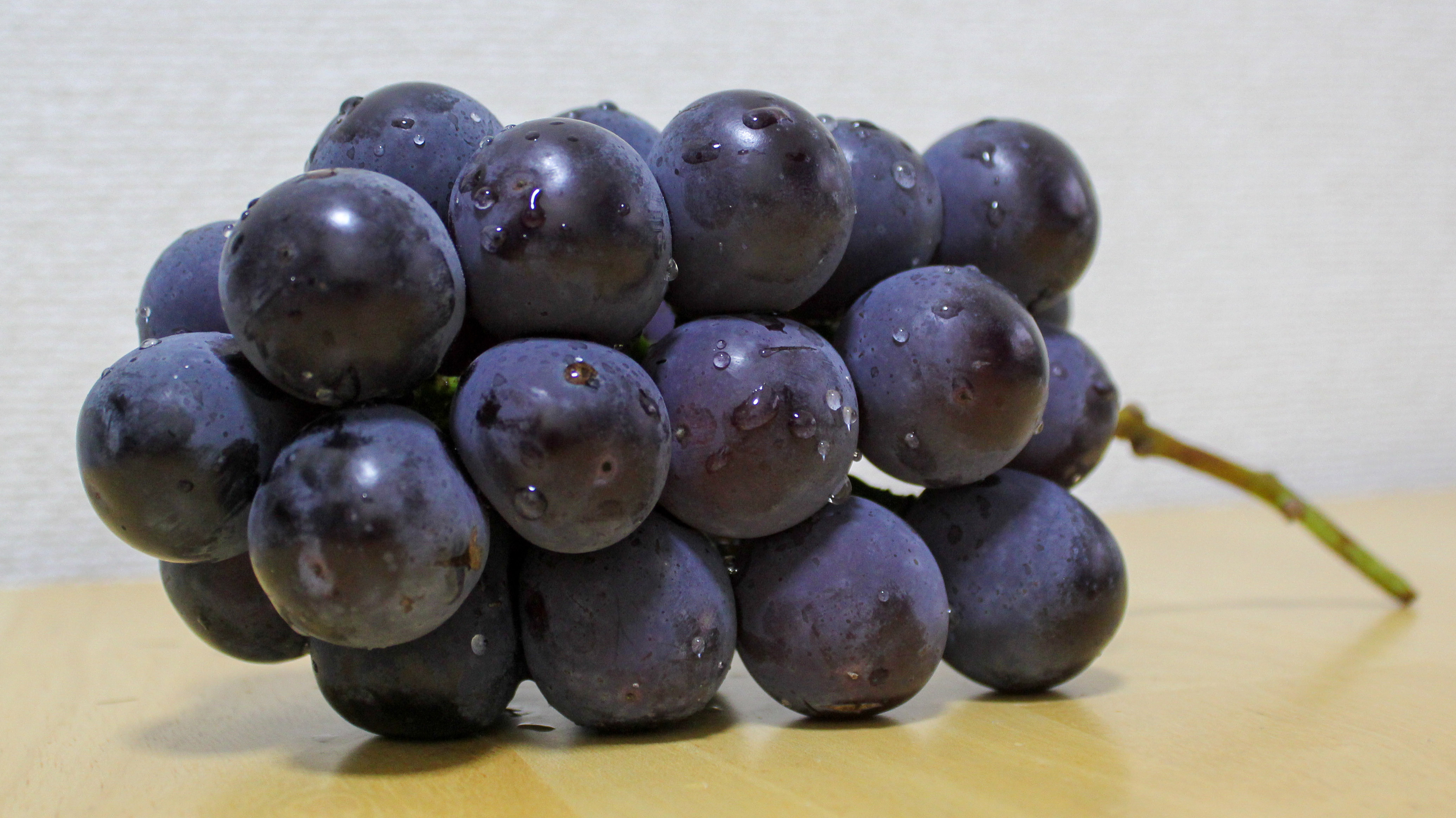
巨峰

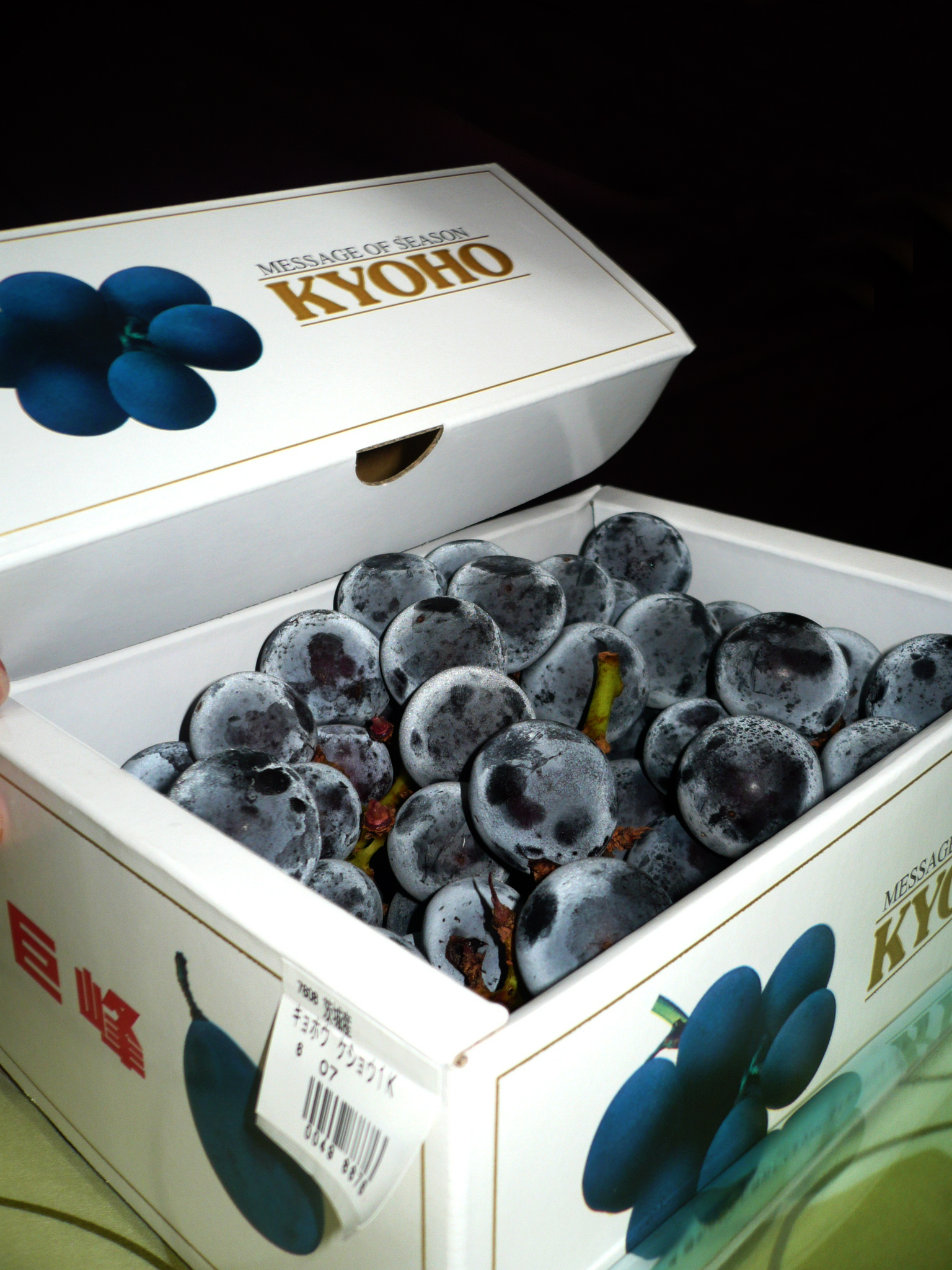
巨峰

巨峰（きょほう）とは、日本原産の生食用ブドウ品種の一つである。
大井上理農学研究所の大井上康が、石原早生♀（ヨーロッパブドウ ヴィニフェラ種 Vitis vinifera {\displaystyle \times } アメリカブドウ ラブルスカ種 Vitis labrusca）とセンテニアル♂（ヨーロッパブドウ ヴィニフェラ種 Vitis vinifera）を交配させ作出した品種である。開発当初は「石原センテニアル」という品種名が付けられていたが、商品名であった「巨峰」の名称が広く普及したことから、現在では「巨峰」が品種名として定着している。名称の由来は大井上理農学研究所から見える富士山の雄大な景観にちなんで作出者の大井上康によって命名された。
他の種類のブドウと比べて、実が大きいことから、「ブドウの王様」とも広く賞賛されている。巨峰の形質濃度はヨーロッパ種が3⁄4、アメリカ種が1⁄4である。

## 重さ
1粒の重量は10g〜12g程度で、房の重量（粒数）と糖度には関連性があり、数が増えすぎると糖度は低下し色は薄くなる。一方、粒数を少なくすると色は濃くなり糖度は高くなるが生産者の手間が増え、単位面積当たりの収穫量は低下してしまうので、収量と味のバランスを考慮した条件で栽培が行われる。
果樹園では、一房を30粒から35粒程度に調整し重さが400g-450gになるように作られる。粒の数が多すぎた場合には約800gになる場合もある。35粒400gで作ると、糖度が上がり果皮の色も濃い紫色になるが、大房(800g)になると色が薄く赤みがかかり品質的に等級が落ちてしまう。1950年代（昭和30年頃）に栽培価値が無いとされ種苗名称の登録が拒絶されたのは、房の粒数を制限する栽培方法が開発されておらず、開花したままの房で生育させたため、糖度は上がらず色も薄く粒もまばらな果実（房）しか収穫出来なかった事が原因である。

## 果皮の色
粒の肥大が止まってから成熟するまでに、黄緑色 - 赤紫色 - 黒紫色 と変化する。成熟した房であっても、中には赤紫色の粒や黄緑色の粒が混ざっていることがある。この着色不足の原因は解明されていないが、光量不足、病気、温暖化、過剰な着果等の諸説があり、台木の改良や幹の樹皮を環状に剥離することで着色不足を改善することが可能な栽培技術も開発されている。また、色の濃さと糖度は正の相関関係にあると報告されている。

## 商標
「巨峰」は日本巨峰会によって商標登録されているが、「『巨峰』という語は、ぶどうの一品種である本件品種のぶどうを表す一般的な名称として認識されているものと認められる」と判示されており、1950年代の不遇を乗り越えて、普通名称化したとされる。

## 歴史
- 1919年（大正8年）-「大井上理農学研究所」を設立。同年、研究所を静岡県田方郡下大見村（現在の伊豆市）に移転し、ブドウの研究を本格的に開始する。
- 1937年（昭和12年）、農学者大井上康が、静岡県田方郡下大見村にある大井上理農学研究所で、豪州品種「センテニアル」×岡山県産の日本品種「石原早生」という2種のブドウの交配を着手する。第二次世界大戦中のため、育種株の栽培や育種交配などは密かに行うものの、本格的な研究開発は一時、断念する。
- 1942年（昭和17年）、試行錯誤の結果、日本の高温多雨多湿の気候に適した、4倍体品種である、ブドウの新品種、品種名「石原センテニアル」商品名（商標名）「巨峰」が誕生。
- 1948年（昭和23年）- 研究開発を本格的に再開する。
- 1952年（昭和27年）9月23日 - 大井上康が逝去、享年60。
- 1952年（昭和27年）- 大井上理農学研究所の代表に大井上康の長男・静一が就任する。
- 1953年（昭和28年）6月1日 -「巨峰」を種苗名称に登録を申請する。
  - 「農産種苗法」に定められて、新品種を創出した育苗家を保護し、販売の権利と利益を確保するために、農林省に種苗登録を行った。（「農産種苗法」は昭和22年に施行された（法律第115号）法律で、現行法令には「農産種苗法」という名称の法律はなく、「種苗法」に改正されている）
- 1954年（昭和29年）10月25日 -「巨峰」を特許庁に商標出願（ブドウ果実と種苗）する。
- 1955年（昭和30年）10月13日 - 特許庁より「巨峰」の商標許可（商標番号第472182号）。
- 1957年（昭和32年）3月6日 -「巨峰」種苗名称の登録が拒絶される。当時の農林省（現、農林水産省）から届いた公式文書には「花振るい（ブドウの）や単為結果、脱粒（ブドウなどの）がひどい巨峰は栽培価値がない」と記されていた。

## 栽培発祥地
- 福岡県久留米市田主丸町[8]。

## 主な産地
山梨県山梨市が生産量日本一である。※ 農林水産省「果樹生産出荷統計」より（平成16年度）
- 山梨県
  - 山梨市：5,480t（牧丘町を含む）
  - 山梨市牧丘町：3,320t
  - 笛吹市一宮町：2,160t
- 長野県
  - 中野市：5,390t
  - 須坂市：4,280t
  - 長野県長野市
  - 長野県東御市
- 栃木県栃木市（旧栃木市域、大平町〈大平町ぶどう団地〉、岩舟町、藤岡町）
- 埼玉県
  - 秩父郡市（秩父市、横瀬町、皆野町、長瀞町）
  - 南埼玉郡宮代町
  - 北足立郡市（伊奈町、鴻巣市、上尾市、北本市、さいたま市、新座市）
  - 川越市
  - 加須市

※ 農林水産省「果樹生産出荷統計」より（平成16年度）
海外ではアメリカ合衆国カリフォルニア州セントラル・バレーやチリ、及び台湾彰化県大村郷、大韓民国慶尚北道永川市、慶山市、金泉市。忠清北道永同郡など。

## 現状
近年では栽培技術が向上し、冬季に人工照明での栽培なども行われる。全国各地で栽培されるようになってきているが、気候条件が商品価値を大きく左右し栽培する農家の技術レベルの違いにより、品質の優劣が著しい。栽培面積的には長野県が多く、山梨県ではより高く売れる様々な品種のブドウへの転作が進んでいる。また、巨峰を親とした大粒ブドウの新規品種（例：ナガノパープル、ピオーネなど）の開発と栽培も行われている。
発祥地である久留米市では、株式会社巨峰ワインにより巨峰100％のワインが生産されている。